# Frits Maats
Frits Maats (Dalfsen, 1949) is beeldend kunstenaar, actief in diverse technieken. Hij is onder meer bekend van zijn videotentoonstelling in het Groninger Museum en van zijn televisiedocumentaire Light or TV die hij samen met onder meer Brian Eno maakte.

## Stijl
Maats hanteert verschillende media zoals video, schilderkunst, geluid. Zo plaatst hij monitoren in zijn schilderijen om beweging als iets nieuwe dimensie aan de schilderkunst toe te kunnen voegen. Het schilderij is niet langer statisch, het elektronische geschilderde en bewegende beeld gaat een relatie aan met het statische geschilderde beeld op het doek en beide beïnvloeden elkaar. De compositie van het schilderij verandert voortdurend onder invloed van het bewegende beeld.
Maats volgde een klassieke schildersopleiding aan de Academie Minerva te Groningen. Na deze periode stelde hij zichzelf de vraag wat er nog kon worden toegevoegd aan de schilderkunst. Hij ging videotapes maken, snel gemonteerde werken, bijvoorbeeld een kunstgeschiedenisboek met vier eeuwen plaatjeskunst werd in vier minuten tijd doorgebladerd begeleid door een flinke beat. In de werken daarna combineerde hij figuratieve citaten uit de kunstgeschiedenis met zelf ontworpen geschilderde vormen.

## Werken
Al in 1978 vertoonde hij in De Appel (Amsterdam) videotapes waarin de relatie tussen sculptuur en muziek werd onderzocht. Ook maakte hij samen met Nico van der Sman geluidsinstallaties: in een melkfabriek die nog volop in bedrijf was, werden de machinegeluiden opgenomen. Deze geluiden werden later weer afgespeeld in de lege en ontmantelde fabriekshal (Roden, 1982). Daarna ontwikkelde hij video-installaties, als voorbeeld kan de multimedia-installatie uit 1987 Paracas-Chimu gelden waarbij drie videotapes met beelden en geluiden gelijktijdig werden afgepeeld op zestien monitoren. Videobeelden, sculpturen en schilderijen werden met elkaar gecombineerd in een donkere zaal in het Groninger Museum met als enige lichtbron de oplichtende zestien monitorschermen. Dit werk werd als een zogenaamd "Gesamtkunstwerk" ervaren. De monitoren bepaalden het licht en de kleurreflecties op de objecten en schilderijen, die daardoor voortdurend veranderden van kleur en vorm. Vier geluidskanalen droegen bij aan de totaalervaring.
Bij het in 1989 gerealiseerde VAUPS gaat de integratie van de diverse media een stap verder. In zijn eerste VAUPS (Video-Audio-Unit-Paint-Sculpture), getiteld La belle Verrière (1989, Fukuyama museum) trachtte hij de verschillende media volledig te integreren. VAUPS is een geschilderde en klinkende sculptuur aan de wand met ingebouwde beeldbuizen aangestuurd door videobeelden met zowel statische als bewegende beeldelementen. Klanken en vormen creëren een steeds veranderende compositie, doordat de geschilderde vormen op paneel en de via de monitoren gegenereerde bewegende elektronische vormen elkaar blijven beïnvloeden.
Voor Channel Four Television in Engeland maakte hij samen met o.a. Brian Eno een twaalf minuten durend tv-programma met als titel Light or TV, waar vijf miljoen Britten naar keken. Maats probeerde de tragiek van de tijd zichtbaar te maken, "als de tijd die ons voortdurend ontglipt als de wisseling van het licht in het venster van de kathedraal van Chartres, La Belle Verrière", aldus Maats.

## Collectie
Het werk van Maats is te vinden in de volgende steden/musea (selectie):
- Stedelijk Museum, Amsterdam
- Groninger Museum
- Fukuyama Museum, Japan
- Gallery Shimada, Japan
- Channel Four Television, Gr. Britain
- Deutsche Bundespost
- Documenta Archive, Kassel
- Rijksdienst voor het Cultureel Erfgoed
- Museum Het Prinsenhof (Delft), Delft
- Provincie Groningen
- Provincie Overijssel
- LIMA, Amsterdam